# Совет по делам религии при Президенте Туркменистана
Совет по делам религии при Президенте Туркменистана (туркм. Türkmenistanyň Prezidentiniň yänyndaky Din işleri baradaky geňeşi) — упраздненный государственный экспертный и консультативный орган, регулировавший деятельность религиозных организаций на территории Туркменистана.
В отдельных случаях в Туркменистане при наименовании органа на русском языке вместо слова «совет» использовалось заимствованное из туркменского языка слово «генгеш».

## История
Совет по делам религии при Президенте Туркменистана создан в 1994 году путем реорганизации Совета по делам религии при Кабинете министров Туркменской ССР.
Деятельность Совета по делам религии регулировалась Положением о Совете по делам религии при Президенте Туркменистана, Законом Туркменистана «О свободе совести и религиозных организациях в Туркменистане» от 29 мая 1991 года и Законом Туркменистана «О свободе вероисповедания и религиозных организациях» от 21 октября 2003 года.
23 мая 2015 года в Закон Туркменистана «О свободе вероисповедания и религиозных организациях» были внесены изменения, полностью исключившие упоминание о Совете по делам религии при Президенте Туркменистана. В качестве государственного органа, выполняющего задачи, связанные с координацией деятельности религиозных организаций, в измененном Законе упоминалась Комиссия по работе с религиозными организациями и экспертизе ресурсов, содержащих религиозные сведения, издательской и полиграфической продукции в Туркменистане. Отдельно об упразднении Совета и создании Комиссии не сообщалось.
Положение о Комиссии по работе с религиозными организациями и экспертизе ресурсов, содержащих религиозные сведения, издательской и полиграфической продукции в Туркменистане и сведения о руководстве Комиссией открыто не публиковались.
26 марта 2016 года был принят Закон Туркменистана «О свободе вероисповедания и религиозных организациях», закрепивший статус и полномочия Комиссии по работе с религиозными организациями и экспертизе ресурсов, содержащих религиозные сведения, издательской и полиграфической продукции в Туркменистане.

## Полномочия

### Полномочия Совета по делам религии при Президенте Туркменистана
Совет по делам религии при Президенте Туркменистана:
- осуществляет контроль деятельности религиозных организаций по исполнению законодательства о свободе вероисповедания и религиозных организациях в Туркменистане;
- обеспечивает осуществление конституционных прав и гарантий в сфере религиозных отношений;
- представляет в государственных органах интересы религиозных организаций, расположенных и действующих на территории Туркменистана;
- рассматривает заявления, письма и жалобы граждан, связанные с деятельностью религиозных организаций, и принимает меры по устранению выявленных недостатков и нарушений;
- дает разъяснения по вопросам применения Закона о свободе вероисповедания и религиозных организациях;
- создает банк данных о религиозных организациях в Туркменистане;
- создает экспертный совет религиоведов, представителей религиозных организаций и специалистов по проблемам прав человека для проведения религиоведческой экспертизы и дает в необходимых случаях официальное экспертное заключение по запросам органов исполнительной власти и казыета;
- способствует укреплению взаимопонимания и обстановки терпимости между религиозными организациями различных вероисповеданий как внутри Туркменистана, так и за его пределами;
- осуществляет контакты и координационные связи с религиозными учреждениями за рубежом и государственными органами внутри государства.

### Полномочия Комиссии по работе с религиозными организациями и экспертизе ресурсов, содержащих религиозные сведения, издательской и полиграфической продукции в Туркменистане
Комиссия по работе с религиозными организациями и экспертизе ресурсов, содержащих религиозные сведения, издательской и полиграфической продукции в Туркменистане:
- осуществляет контроль деятельности религиозных организаций по исполнению законодательства о свободе вероисповедания и религиозных организациях в Туркменистане, координирует их деятельность и разрабатывает предложения по совершенствованию соответствующего законодательства Туркменистана;

- обеспечивает осуществление конституционных прав и свобод в сфере религиозных отношений;
- изучает и анализирует деятельность религиозных организаций, действующих в Туркменистане;
- рассматривает заявления, обращения и жалобы граждан, связанные с деятельностью религиозных организаций, и принимает меры по устранению выявленных недостатков и нарушений;
- способствует укреплению взаимопонимания и обстановки терпимости между религиозными организациями различного вероисповедания;
- организует и осуществляет сотрудничество с уполномоченными органами иностранных государств в области религиозной деятельности;
- осуществляет контакты и координационные связи с религиозными организациями, находящимися в Туркменистане и за рубежом;
- даёт согласие на назначение на должность руководителя религиозной организации, духовный центр которой находится за пределами Туркменистана;
- организует работу, связанную с созданием экспертного совета религиоведов для проведения религиоведческой экспертизы, а также представления в необходимых случаях официального экспертного заключения по запросам соответствующих государственных органов и судов;
- подготавливает предложения Министерству адалат Туркменистана для государственной регистрации религиозных организаций и их филиалов;
- вносит на рассмотрение Кабинета Министров Туркменистана предложения о создании духовного учебного заведения для подготовки священнослужителей и религиозного персонала, необходимого религиозным организациям;
- осуществляет иные полномочия, предусмотренные Законом Туркменистана «О свободе вероисповедания и религиозных организациях».

## Председатели
| No | Имя                   | Назначен   | Уволен     | Причина увольнения  |
| 1  | Ибадуллаев, Насрулла  | 1994       | 13.09.1996 | понижен в должности |
| 2  | Атамурадов, Ягшимурад | 13.09.1996 | 27.06.2006 | вышел на пенсию     |
| 3  | Серяев, Чарыгельды    | 24.07.2006 | 23.05.2015 | орган упразднен     |